# Cifuna
Cifuna este un gen de molii din familia Lymantriinae.